# Gagnaryds mosse
Gagnaryds mosse este o arie protejată (arie specială de conservare — SAC, sit de importanță comunitară — SCI, arie de protecție specială avifaunistică — SPA) din Suedia întinsă pe o suprafață de 251,2 ha, integral pe uscat.

## Localizare
Centrul sitului Gagnaryds mosse este situat la coordonatele 57°42′18″N 13°57′46″E / 57.7049°N 13.9629°E.

## Înființare
Situl Gagnaryds mosse a fost declarat sit de importanță comunitară în aprilie 2004 pentru a proteja 3 specii de animale. Alte tipuri de protecție:
- arie de protecție specială avifaunistică (în mai 2006)[2]
- arie specială de conservare (în martie 2011)[1][3][4]

## Biodiversitate
Situată în ecoregiunea boreală, aria protejată conține 9 habitate naturale: Cursuri de apă de la nivel de câmpie la nivel montan, cu vegetație Ranunculion fluitantis și Callitricho-Batrachion, Păduri aluvionare cu Alnus glutinosa și Fraxinus excelsior (Alno-Padion, Alnion incanae, Salicion albae), Mlaștini împădurite, Mlaștini oligotrofe degradate, capabile încă de regenerare naturală, Lacuri și iazuri distrofice naturale, Turbării active, Taiga vestică, Mlaștini turboase de tranziție și turbării mișcătoare, Izvoare fino-scandinave și mlaștini produse de izvoare bogate în minerale.
La baza desemnării sitului se află mai multe specii protejate de  păsări (3): cufundar mic (Gavia stellata), ploier auriu (Pluvialis apricaria), fluierar de mlaștină (Tringa glareola).